# Forêt des singes d'Ubud

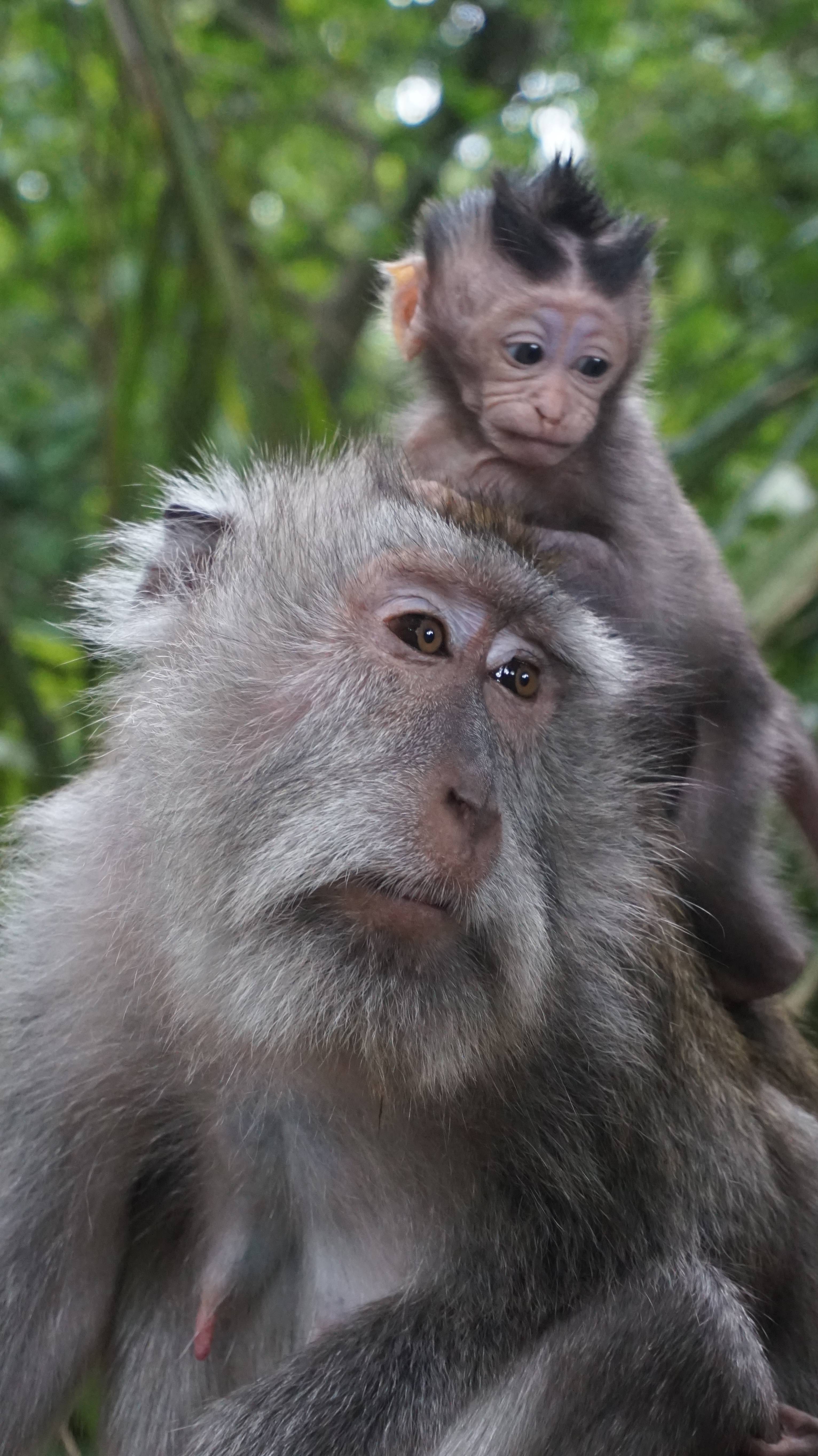
Une mère et son petit dans la forêt des singes à Ubud.

La Monkey Forest d'Ubud est une réserve naturelle située à Ubud (Bali). Elle abrite plus de 1200 macaques crabiers (Macaca fascicularis). Cinq groupes de singes différents occupent chacun son propre territoire dans le parc. C'est une attraction très prisée par les touristes à Ubud. La Monkey Forest appartient au village de Padangtegal (en), où siège son conseil d'administration. La Padangtegal Wenara Wana Fondation gère la Monkey Forest, son but étant de préserver son caractère sacré et de promouvoir les lieux en tant que destination pour les visiteurs.
Les singes évoluent en toute liberté dans le sanctuaire de Pura Dalem Agung Padangtegal (en). À l'entrée du parc sont affichées des consignes de prudence à l'attention des visiteurs, les réactions de ces animaux étant parfois imprévisibles, y compris lorsqu'on leur tend de la nourriture.

## Galerie

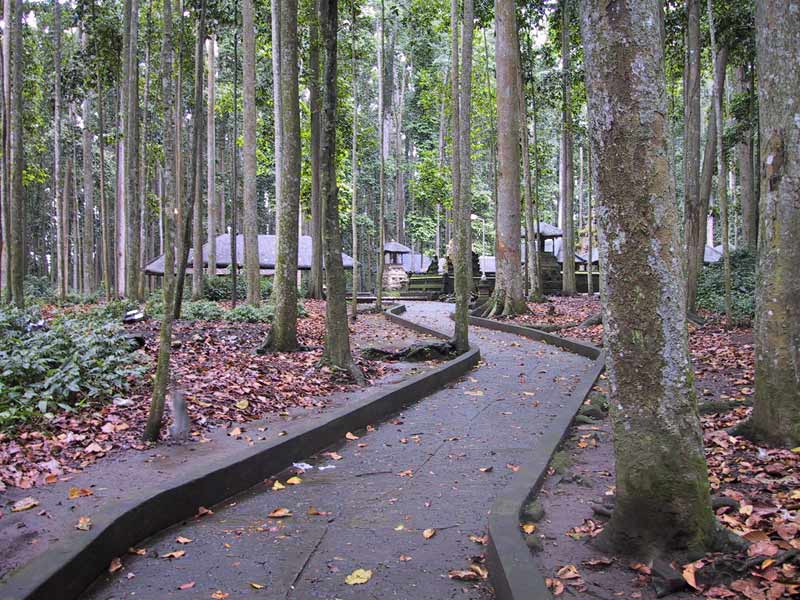
Dans la forêt
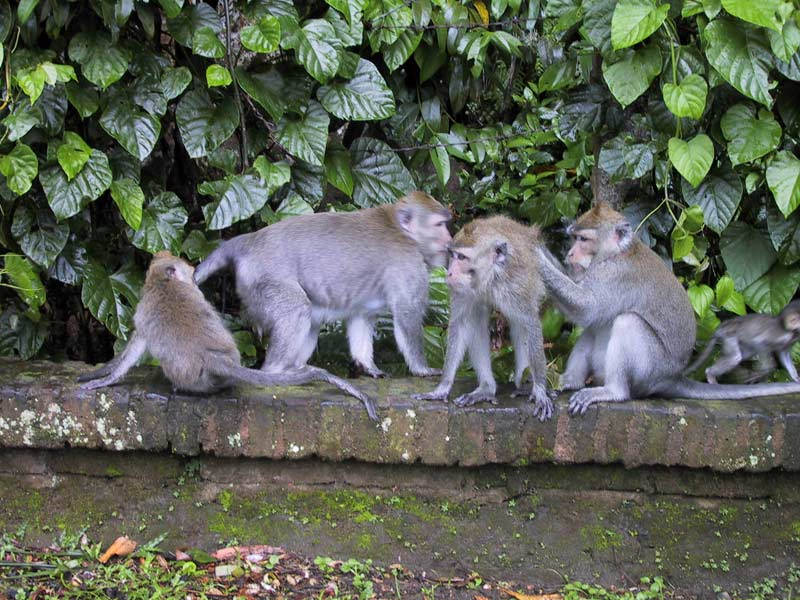
Groupe de singes
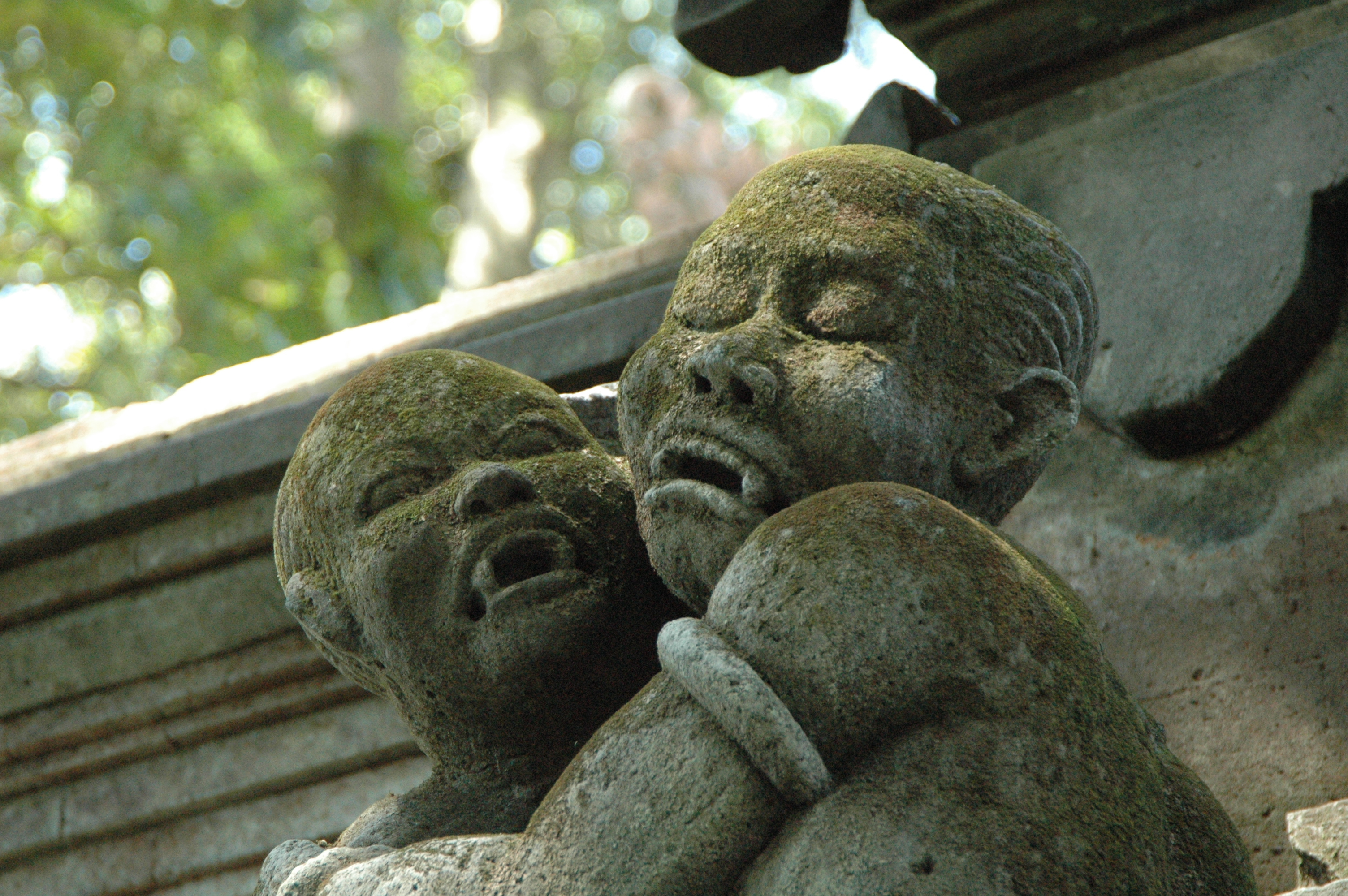
Sculptures de vampires
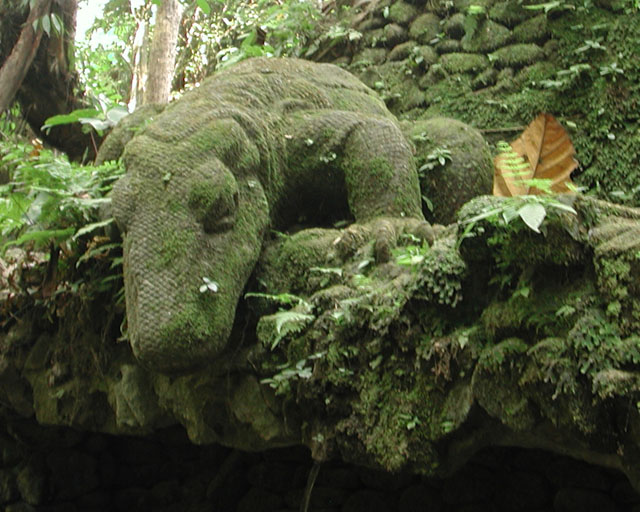
Statue d'un dragon du Komodo
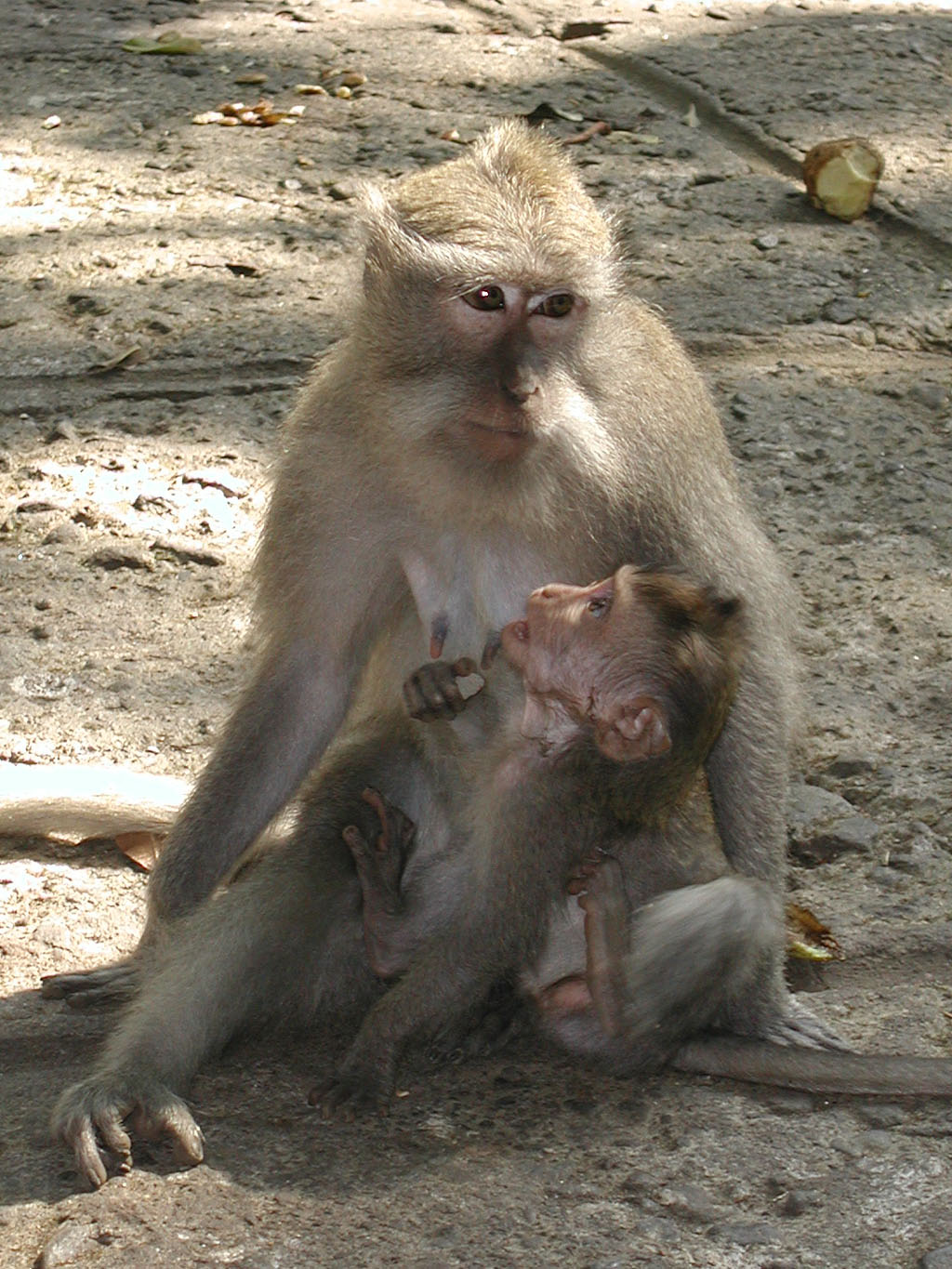
Une mère et son enfant
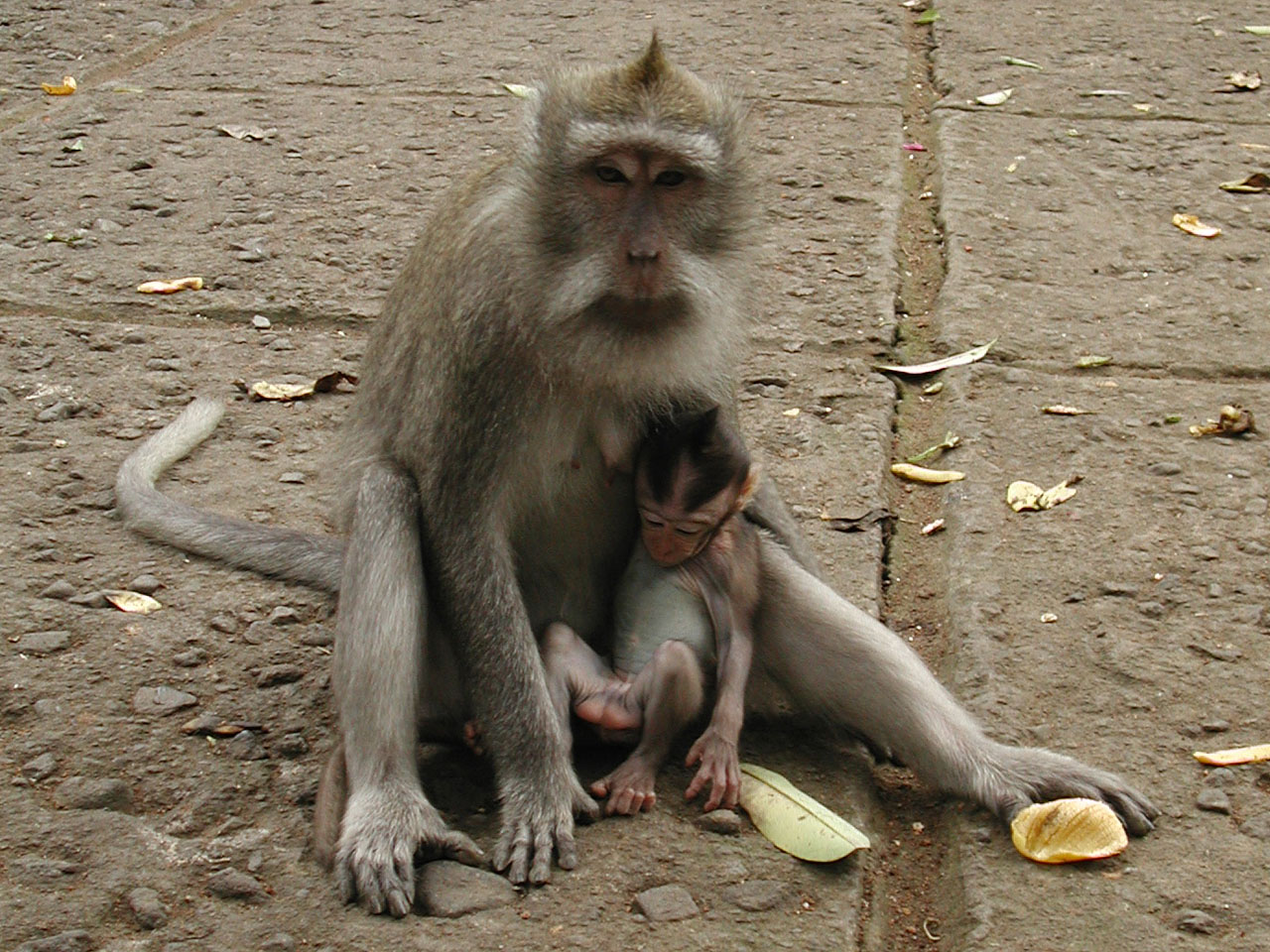
Une mère et son bébé
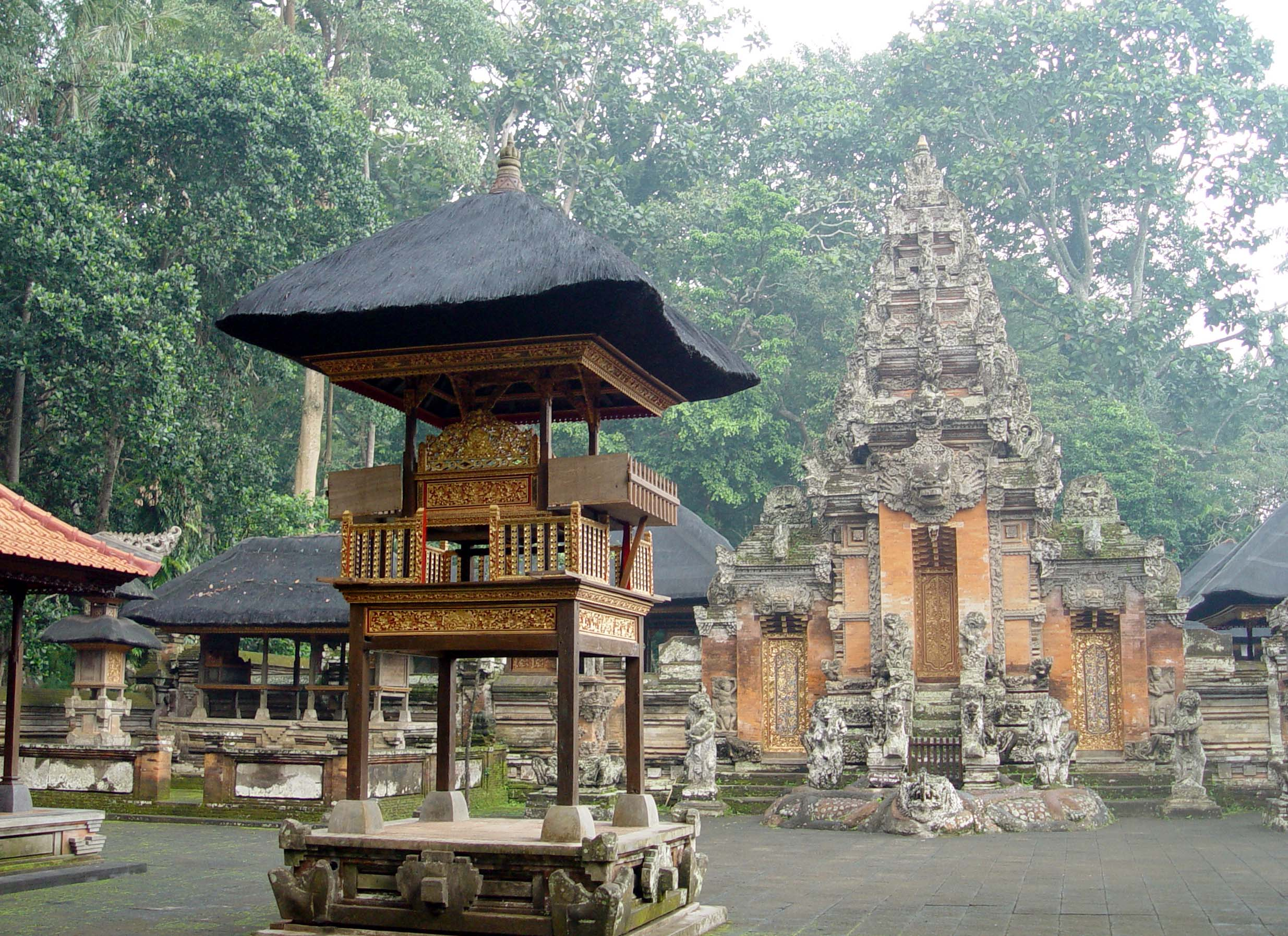
Temple de Dalem Agung Padantegal
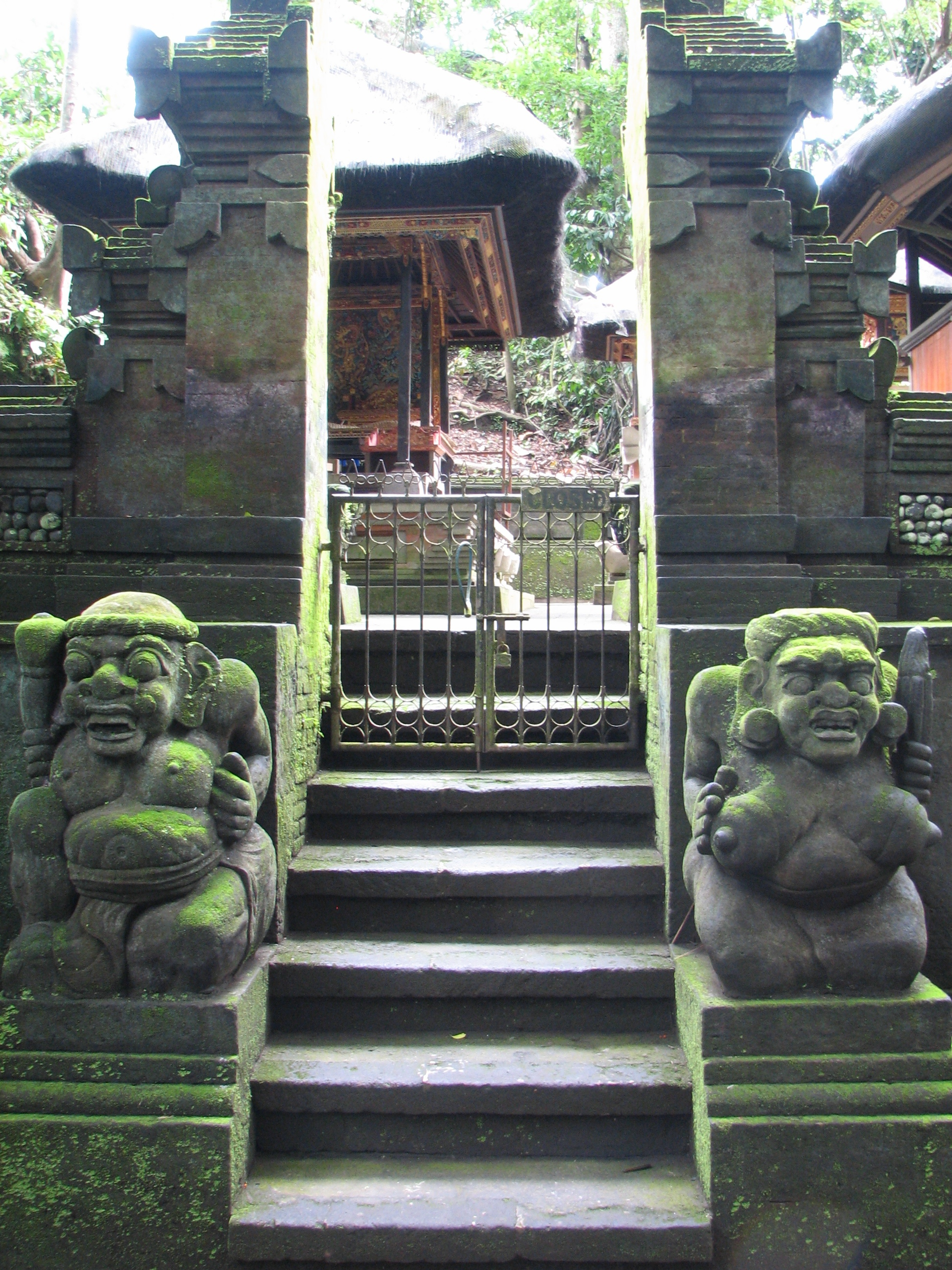
Une des entrées du temple hindouiste